# José María Achá Valiente
José María de Achá Valiente (Cochabamba, 8 de julho de 1810 — Cochabamba, 29 de janeiro de 1868) foi um militar e político boliviano e presidente de seu país entre 4 de maio de 1861 e 28 de dezembro de 1864.